# Walenty Fiałek
Walenty Fiałek (ur. 12 lutego 1852 w Chwarznie k. Kościerzyny, zm. 17 maja 1932 w Chełmnie) – drukarz, zecer, wydawca, bibliofil. 

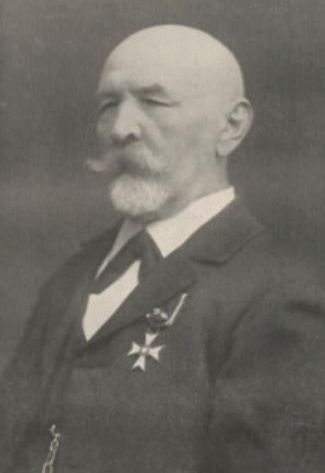
Portret Walentego Fiałka

## Życiorys
Jego ojciec był leśniczym w majątku rodziny Czarlińskich. Walenty ukończył jedynie ludową szkołę pruską w Zamku Kiszewskim. W 1868 rozpoczął naukę drukarstwa u Ignacego Danielewskiego w Chełmnie. W 1871 został zecerem, przeniósł się do Poznania, gdzie pracował w „Dzienniku Poznańskim”. W 1885 powrócił do Chełmna i założył drukarnię. 
W latach 1885–1919 we własnej drukarni nakładczej połączonej z księgarnią wydawał głównie literaturę popularną (ok. 150 tytułów w kilku milionach egzemplarzy), rozprowadzaną w zaborze pruskim, także wśród Polonii w Westfalii i USA. Od roku 1919 prowadził wyłącznie działalność wydawniczą. 
Zgromadził cenny, liczący kilkanaście tysięcy woluminów, zbiór druków i rękopisów. Dotyczyły one Pomorza Gdańskiego, Kaszub, Warmii, Mazur i Śląska. Wśród nich znajdują się rękopisy i autografy m.in. Floriana Ceynowy, Hieronima Derdowskiego, Józefa Chociszewskiego, Józefa Ignacego Kraszewskiego, Ignacego Łyskowskiego. Biblioteka ta po śmierci Fiałka włączona została jako depozyt do Biblioteki Towarzystwa Naukowego w Toruniu, a obecnie znajduje się w Wojewódzkiej Bibliotece Publicznej - Książnicy Kopernikańskiej w Toruniu.
W 1926 został mianowany honorowym obywatelem miasta Chełmna. 
Był mężem Marii z Neubauerów (1858–1944).
Zmarł 17 maja 1932 w Chełmnie. Pochowany na cmentarzu parafialnym przy ulicy Toruńskiej (sektor 1-21-5).

## Ordery i odznaczenia
- Krzyż Oficerski Orderu Odrodzenia Polski (30 kwietnia 1927)[2]

## Upamiętnienie
Jego imię nosi Miejska Biblioteka Publiczna w Chełmnie.
Jedna z ulic w Chełmnie została nazwana imieniem Walentego Fiałka.